# 项目管理
项目管理是领导一个团队在规定时间内实现目标和达到成功标准的过程，其主要挑战在于在给定的约束条件下实现所有项目目标，在社会科学领域是管理学的一个分支学科。这些訊息通常包含于在开发过程初期建立的项目文档中。主要的约束条件是范围、时间、预算其次是优化资源配置的必要投入，并将其应用于实现既定目标。
项目管理的目的是产生一个符合客户目标的完整项目，在许多情景下也可以通过塑造或改变客户的想法，更切实地实现客户的目标。一旦明确了客户的目标，就应该让目标指导参与项目的其他人员——例如项目经理、设计师、承包商和分包商等——做出的所有决策。定义不清或规定过严的项目管理目标不利于良好决策。
项目具有临时性，目的在于生产一种独特的产品、服务或结果，具有明确的开始和结束，通常还受到时间、资金和人员限制。项目的临时性与商业中的“一切照旧”（即business as usual） 形成对比，后者是为生产产品或服务而进行的重复的、永久或半永久的实践活动。

## 历史
在20世纪之前，土木工程等一般都是由负责项目的建筑师、工程师等自行管理，例如维特鲁威（公元前一世纪）、克里斯多佛·雷恩（1632-1723）、托马斯·特尔福德（1757-1834）和伊桑巴德·金德姆·布鲁内尔（1806-1859）。从20世纪50年代起，人们开始系统地将项目管理的工具和技术应用于复杂的工程项目。

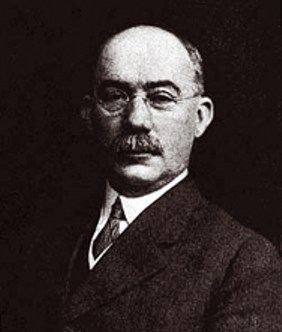
亨利·甘特（1861–1919），规划和控制技术之父

作为一门学科，项目管理是从土木工程、建筑和国防等几个应用领域发展而来。项目管理的两位奠基者是因甘特图而闻名的“计划和控制技术之父”亨利·甘特，与创立了按职能划分的古典管理理论的亨利·法约尔，而二位都继承了泰勒的科学管理理论。
20世纪50年代标志着现代项目管理的开始，主要特征是核心工程领域聚集在一起作为一个整体工作。项目管理成为公认的从管理学科中产生的一门具有工程模式的独特学科。在美国，20世纪50年代以前，项目管理是临时的，主要使用甘特图和非正规的技术工具，例如关键路径法和计划评审技术两种数学项目调度模型。关键路径法（CPM）是杜邦公司和雷明顿兰德公司联合开发的，用于管理工厂维护项目。“计划评审技术”（PERT），是由美国海军与洛克希德公司和博思艾伦咨询公司作为研发“北极星”号潜艇导弹系统的一部分联合开发的。
PERT和CPM在方法上非常相似，但仍存在一些差异。CPM用于假设确定活动时间的项目；每项活动进行的时间是已知的。另一方面，PERT允许随机的活动时间；每个活动进行的时间是不确定的或变化的。由于这一核心区别，CPM和PERT被用于不同的场合。这些数学技术迅速普及到很多民营企业。

一个7个月的项目，5个里程碑的PERT网络图

与此同时，随着项目调度模型的完善，项目成本估算、成本管理和工程经济的技术也在不断发展。1956年，美国造价工程师协会主要由项目管理和相关的规划调度、成本估算控制等的从业人员组成。这一协会继续其开创性的工作，并在2006年发布了第一个投资组合、计划和项目管理的综合流程（即总成本管理框架）。
1969年，国际项目管理学会在美国成立。这一学会于1996年出版了以威廉·邓肯主编的《项目管理知识体系指南》的原始版本，该指南描述了 "大多数项目、大多数时间 "所共有的项目管理实践。

## 类型
项目管理方法适用于一切项目。它通常根据项目规模，性质，行业或部门针对特定类型的项目量身定制成专门的项目管理形式，例如建筑项目管理专务于道路桥梁等的建设，IT项目管理关注技术资产和服务以及软件生命周期，生物技术项目管理关注复杂的生物技术研发。翻译项目管理把许多项目管理的方法应用在文字翻译工作中，别具一格。公共项目管理涵盖了政府的所有公共工程，可以由政府机构执行或外包给承包商。项目管理还可以基于硬或软（即物理或非物理）进行分类。
各种项目管理的共通点在于以下三个重要目标：时间，质量和预算。成功的项目将按计划，在预算范围内并根据先前商定的质量标准完成，即达到铁三角或三重约束条件，这是评判项目成败的重要依据。
项目经理会总结制作在该行业进行项目管理的可重复模板，以此明晰透彻，减少重复性工作，具有提高质量，降低成本和缩短时间的效果。

## 方法
組織與完成專案活動有許多方法，包括：分階段、精益、迭代和增量等；也有一些對專案規劃的幾個擴展，例如，針對結果（基於產品）或活動（基於流程）。不論採行何種方法論，必須精心縝密地考慮專案總體的目標，時程和成本，以及所有參與者和利害關係人的作用和責任。

### 分階段

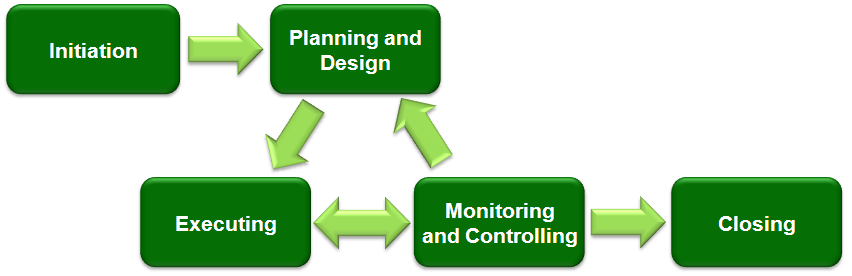
典型的專案開發各階段

分階段方法通過一系列不同的步驟來分解和管理工作，通常稱之為“傳統式”或“瀑布式”。通常由五階段組成，雖然可能有些許不同差異，工程專案典型的開發階段，如下列四個加上控制：
1. 起始
2. 規劃與設計
3. 執行
4. 監視與控制
5. 結束

許多產業的專案運用這幾個階段的修改版本，為了更適當地對應組織，會重新命名階段。例如，在建築工程設計和施工的過程中，專案通常會進行到前期規劃、概念設計、草稿圖設計、設計開發、施工圖（或合約文件）與施工管理等階段。雖然分階段方法適用於有明確定義的小型專案，但大型專案，或更複雜或有模糊歧義和風險的專案，分階段方法可能會面臨挑戰或失敗。

### 精益
精益專案管理利用精益生產的原則，專注於以更少的浪費和更短的時間提供價值。

### 迭代和增量
在專案管理的批判性研究中，已經意識到分階段的方法並不適用於大規模和多公司的專案，具有未定義、模糊或快速變化的要求，或者俱有高度風險、依賴性，和快速變化的技術。不確定性錐解釋了其中的一些，因為專案初始階段的規劃受到高度不確定性的影響。尤其因為軟件開發類型的專案往往是一種新穎的產品或技術實現，這一點特別顯著。這些複雜性或許以更多的探索、迭代和漸進方式來處理。迭代和增量專案管理的幾個模型已經發展，包括敏捷專案管理，動態系統開發方法，極端專案管理和創新工程。

### 關鍵鏈
關鍵鏈專案管理（CCPM, critical chain project management）是應用限制理論(TOC, theory of constraints)進行專案的規劃和管理，旨在處理專案管理中固有的不確定性，同時考慮到有限的資源可用性（物理，人力技能，以及管理和支援能力）執行專案。
目標是增加組織中的專案流量。 應用限制理論五個重點步驟中的前三個，確定了所有專案的系統約束以及資源。 為了利用約束，關鍵鏈上的任務優先於所有其他活動。
最後，計劃和管理專案，以確保在關鍵鏈任務必須開始，將所有其他資源從屬於關鍵鏈時，資源準備就緒。

### 基於產品的規劃
基於產品的規劃是一種結構化的專案管理方法，基於確定有助於實現專案目標的所有產品（專案的可交付成果）。因此，它將一個成功的專案定義為以產出為導向，而不是以活動或任務為導向。這種方法最常見的實現是PRINCE2。

### 實獲值
實獲值（EVM, Earned value management）通過技術來擴展專案管理，以改進專案監控。說明專案在工作和價值（成本）方面的完成進度。

## 主題

### 專案經理
專案經理是專案管理領域的專業人士，負責規劃、執行、控制和結案；通常此一職務與建築、工程、計算機和電訊行業的專案相關。其它領域如生產、設計工程，重工業等也可能設置專案經理一職。專案經理是負責完成所述專案目標的人員，重要的管理職責包括建立可以明確達成的目標，構建專案需求，並管理三重約束：專案的範疇，時間和成本（或許包括競爭約束）。
專案經理通常代表客戶，必須根據他們所代表的行業特性與專業知識，來確定和實施客戶的確切需求。對應締約双方的各種內部程序做調整，並與專案的團隊人員形成密切聯繫的溝通能力，對於確保成本、時間、品質，尤其是客戶滿意度的關鍵問題都可以被實現，至關重要。

### 各種行業的專案類型
專案管理可適用於任何專案，但通常是適應不同和高度專業化行業的具體需求。例如以建築物、道路橋樑等工程為主的建築業，已經有特化的專案管理形式，它被稱為建設專案管理，有相關的培訓和認證此行業的專案經理。
資訊科技行業也發展了自己的專案管理形式，被稱為IT專案管理，專門從事資訊技術和服務的交付成果，這些技術資產和服務需要通過各種生命週期階段，如規劃、設計、開發，測試和部署。生物技術專案管理側重於生物技術研究與開發的複雜性。
對於每種類型的專案管理，專案經理開發和利用與其所處理行業特有的可重複模板。這使得專案計劃變得非常徹底和高度可重複，具體意圖是提高質量，降低運輸成本，並縮短交付專案成果的時間。

### 工作分解結構
工作分解結構（WBS, work breakdown structure）是一種分層結構，顯示了實現目標所需努力的細分，例如程序、專案和合同。WBS可能是硬件、產品，服務或過程導向（參見NASA報告結構（2001）中的示例）。WBS可從最終目標開始，並在尺寸，持續時間和責任（例如系統，子系統，組件，任務，子任務和工作包）方面依次細分為可管理的組件，其中包括所有實現目標所需的步驟。
工作分解結構為合同總體規劃和控制的自然發展提供了共同框架，是將工作劃分為可定義的增量的基礎，可以從中開發工作說明書和技術、時間表，成本和勞動時間可以建立報告。工作分解結構可以以兩種形式顯示，作為具有任務細分的表或作為其最低階節點，被稱為“工作包”的組織圖。
它是評估計劃專案品質的基本要素。

### 專案管理的國際標準和专业认证
为了开发项目管理的标准，做出了很多努力，如：
- Agile PM: 敏捷式專案管理
- ISO 10006:1997, 质量管理 - 项目管理中的质量的指南
- PMBOK（PMBOK=Project Management Body of Knowledge）
- APMA（GPMBOK、RPMBOK、MPMBOK、CPMBOK、APMBOK、EPMBOK、XPMBOK、PRMBOK, BOK=Body of Knowledge）
- PRINCE2（PRINCE2=Projects In Controlled Environments）
- ISEB项目管理考试大纲 （页面存档备份，存于）
- 2016年8月30日CNS 21500正式通過審查 CNS 21500(專案管理指引國家標準)

## 另見
- 项目管理词汇表
  - 三時估計法
  - 项目管理三角形
  - 整体计划